# Hainbuchen-Spitzmausrüssler

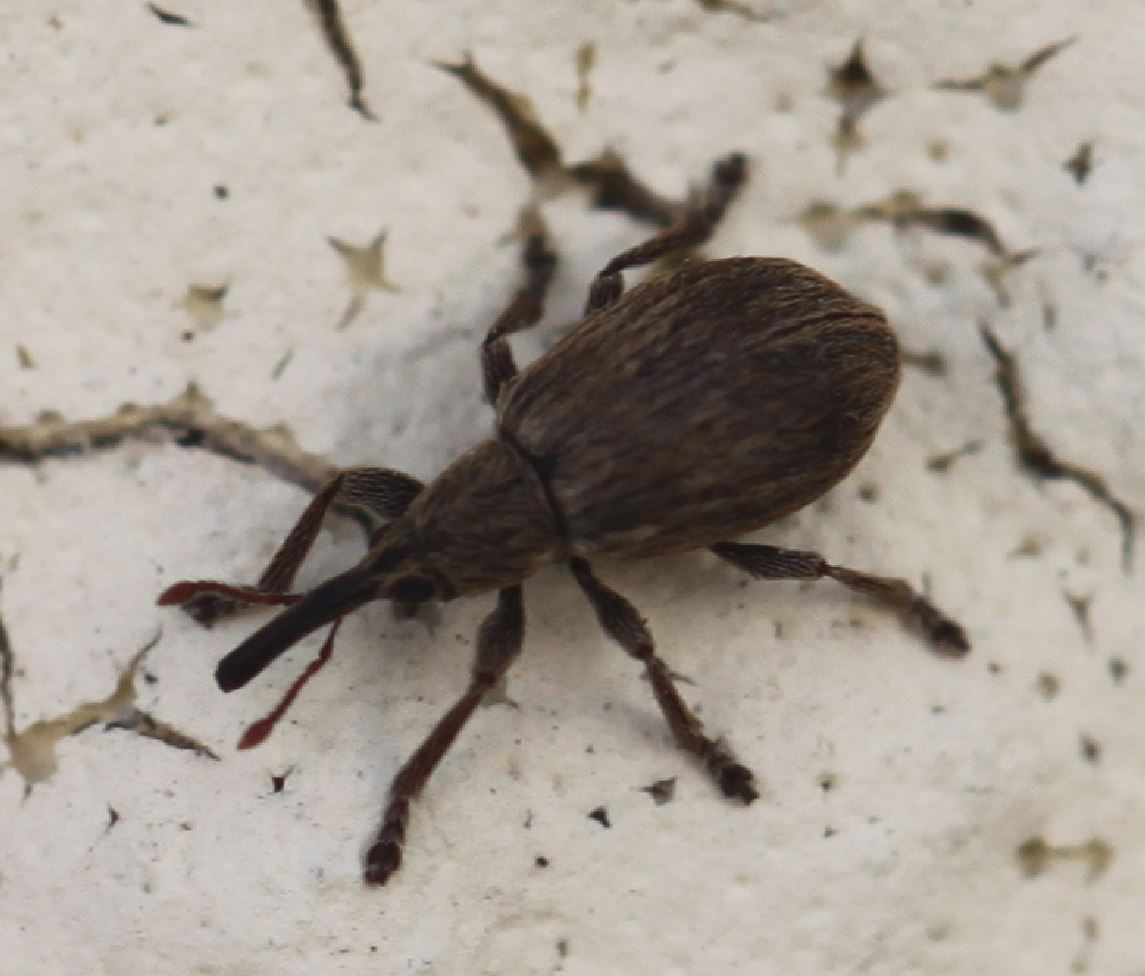

Der Hainbuchen-Spitzmausrüssler (Trichopterapion holosericeum) ist ein Käfer aus der Unterfamilie der Apioninae innerhalb der Familie der Langkäfer (Brentidae).

## Merkmale
Die Käfer erreichen eine Körperlänge von 2,2–2,7 mm. Die Käfer besitzen eine schwarze Grundfarbe. Sie sind mit einer dichten bronzefarbenen Behaarung bedeckt. Die Flügeldecken sind verkehrt eiförmig. Fühler, Tibien und Tarsen sind rotbraun gefärbt.

## Verbreitung
Die Art kam ursprünglich in Vorderasien und Südosteuropa vor. Sie hat sich Anfang des 21. Jahrhunderts immer weiter nach Westen und Norden ausgebreitet und kommt nun in Italien, Südfrankreich, Österreich und Tschechien vor. Im Tessin wurde die Art 2001 erstmals nachgewiesen. Aus dem Jahr 2008 stammt der erste Fund in Deutschland. Seither gibt es weitere Sichtungen aus dem Oberrheingraben und aus dem Stuttgarter Raum.

## Lebensweise
Die Käfer beobachtet man gewöhnlich zwischen April und Oktober. Man findet sie meist an Gewöhnlicher Hainbuche (Carpinus betulus) und Orientalischer Hainbuche (Carpinus orientalis). Dort bohren sie Löcher in deren Nussfrüchte. Die Larven entwickeln sich vermutlich in diesen.

## Gefährdung
Die Art wird in der Roten Liste Deutschlands mit „Daten unzureichend“ bewertet.

## Taxonomie
In der Literatur finden sich folgende Synonyme:
- Apion holosericeum Gyllenhal, 1833
- Apion cuneatum Hochhuth, 1847
- Apion hiemale Hampe, 1861